# Robert Palmer
Robert Allen Palmer (Batley, Yorkshire del Oeste, 19 de enero de 1949-París, 26 de septiembre de 2003) fue un músico, productor, compositor y multinstrumentista inglés. Considerado como un cantante de rock, a lo largo de su carrera interpretó una variedad de géneros musicales como blue-eyed soul, funk, blues, jazz, reggae, new wave, synth pop, rhythm and blues, dance-rock, bossa nova y calipso, entre otros.
Inició su carrera con quince años en la banda The Mandrakes, con quienes teloneó los conciertos de artistas como Jimi Hendrix, Fleetwood Mac y The Who. Después de un período con el grupo The Alan Bown Set (1969-1970), se unió a la agrupación de jazz rock Dada, que en 1971 se reestructuró para formar Vinegar Joe. Con dicha banda grabó tres álbumes de estudio hasta que optaron por separarse en 1974. En ese mismo año, comenzó su carrera solista con el disco Sneakin' Sally Through the Alley, grabado con el apoyo de los músicos de The Meters y el guitarrista de Little Feat, Lowell George. Durante la segunda parte de la década de 1970, publicó cuatro producciones con las que obtuvo un parcial éxito comercial en el Reino Unido y los Estados Unidos. Después del lanzamiento de Clues (1980) y Pride (1983), participó en el supergrupo The Power Station que en 1985 editó su álbum debut homónimo. Su repentina popularidad los llevó a organizar una gira de conciertos, pero Palmer renunció días antes de que iniciara para enfocarse nuevamente en su carrera solista. En la segunda parte de la década de 1980 consiguió un importante éxito comercial en varios países con los discos Riptide (1985) y Heavy Nova (1988). Gracias a sus respectivos sencillos «Addicted to Love» y «Simply Irresistible», ganó en dos ocasiones el premio Grammy a la mejor interpretación vocal de rock masculina y recibió tres nominaciones en los Brit Awards.
Sin embargo, paulatinamente este éxito decayó en la década siguiente en donde lanzó cuatro trabajos de estudio, con los que incursionó en otros estilos musicales tales como el hard rock, worldbeat o la música africana. De ellos destacó Ridin' High (1992) considerado por el propio cantante como su único álbum conceptual. En 2001, participó en un disco tributo a Robert Johnson y trabajó como compositor para la banda sonora de la película The Yellow Bird, hechos que lo inspiraron para registrar un álbum orientado al blues titulado Drive (2003), que se convirtió inesperadamente en su última producción.
Robert Palmer falleció el 26 de septiembre de 2003 a causa de un infarto agudo de miocardio en París (Francia), mientras estaba hospedado en el hotel Warwick, sólo unos meses después del lanzamiento del álbum. Respetado por la crítica, pero relativamente poco comercial, Palmer también fue conocido por su elegante forma de vestir, ya que a diferencia de otros artistas de rock usaba trajes de diseñadores italianos. Debido a ello, la prensa británica lo apodó «The Hairdresser», el esteticista en español, e incluso la revista Rolling Stone lo nombró como el artista masculino mejor vestido en 1990.

## Biografía

### Primeros años
Robert Allen Palmer nació el 19 de enero de 1949 en Batley, Yorkshire del Oeste, pero a los tres meses de edad su familia se mudó a Malta por razones laborales de su padre, Leslie Palmer, un oficial de la inteligencia naval del Reino Unido. Allí, por medio de la radio American Forces Network y de la colección de discos de sus padres conoció la música de artistas como Nat King Cole, Peggy Lee y Billie Holiday. A sus doce años, la familia se estableció en la ciudad inglesa de Scarborough, pues a su padre lo habían transferido a la estación RAF Fylingdales; por entonces, su madre regentaba una casa de húespedes. Asistió por un año a la secundaria Scarborough High School for Boys, ya que la dejó para estudiar artes en el Scarborough School Art & Design. Sin embargo, abandonó la idea de una carrera en las artes, por lo que empezó a trabajar en el periódico Scarborough Evening News. Posteriormente, lo despidieron, luego de que en medio de una redada la policía encontró un porro de marihuana en su habitación.
A los quince años, mientras aún estaba en la secundaria, formó The Mandrakes, cuyo nombre lo tomó de su libro favorito, El almuerzo desnudo de William S. Burroughs. Con la banda teloneó los conciertos de artistas como Jimi Hendrix, Fleetwood Mac y The Who en Scarborough y sus alrededores. En 1968, la agrupación arrendó un estudio de grabación en Willerby para registrar una maqueta de cuatro canciones escritas por él, pero por cuestión de tiempo solo grabaron dos: «Baby Sitting» y «It's the Hardest Thing in the World». La intención era enviarlas a los sellos Fontana y Apple, pero el resultado no fue de su agrado, él dijo: «No se parece en nada a The Mandrakes. Es un material muy comercial y suena como un cruce entre Herman's Hermits y The Everly Brothers». Después de que lo invitaran a cantar el sencillo «Gypsy Girl», en 1969 ingresó al grupo The Alan Bown Set tras la salida del vocalista Jess Roden. Al poco tiempo regrabó las voces del disco The Alan Bown! que originalmente fueron interpretadas por Roden, pero una vez que la producción salió a la venta lo hizo en dos versiones: con su voz para el mercado británico y con la de Roden para los Estados Unidos.
Después de la grabación del álbum Listen (1970) renunció a The Alan Bown Set para unirse a la agrupación de jazz rock Dada. Para ello, se mudó a Londres y vivió en el sótano del 35 de Dennington Park Road en West Hampstead. En 1971 por sugerencia del fundador de Island Records, Chris Blackwell, Dada se reestructuró para formar Vinegar Joe. En ella, Palmer fungió como guitarrista y vocalista —compartiendo esta última labor con Elkie Brooks— y participó en la grabación de los álbumes Vinegar Joe (1972), Rock 'n' Roll Gypsies (1972) y Six Star General (1973), en donde también recibió créditos como compositor. A pesar de que sus conciertos en vivo eran populares entre el público británico, esto nunca se reflejó en las ventas discográficas y la banda decidió separarse en marzo de 1974.

### Carrera solista: 1974-1984
En 1974, firmó un contrato con Island Records y con el apoyo de los músicos de The Meters y del guitarrista Lowell George de Little Feat grabó su álbum debut Sneakin' Sally Through the Alley, que salió a la venta en el mismo año. Con un sonido que mezcló el rhythm and blues y el funk, la producción alcanzó el puesto 107 en la lista estadounidense Billboard 200 en agosto de 1975. Con la ayuda de la banda Little Feat y algunos músicos de sesión en 1975 publicó Pressure Drop, en donde añadió elementos del blue-eyed soul y del reggae a sus composiciones. Su título proviene de la canción homónima de la agrupación jamaicana de reggae Toots and the Maytals, cuya versión realizada por Palmer fue considerada por Billboard como una de las mejores canciones del disco, mientras que la revista Q lo señaló como uno de los primeros músicos blancos en hacer una grabación decente de este estilo de música. En 1976 lanzó Some People Can Do What They Like, que llegó a ser su álbum más exitoso en la lista Billboard 200 hasta aquel entonces, ya que logró el puesto 68. Además, marcó su debut en el conteo UK Albums Chart del Reino Unido (posición 46). En ese mismo año se estableció en Nasáu, Bahamas, en donde tomó algunos elementos de la música caribeña para añadirlos en las composiciones de su siguiente producción. Editado en 1978 Double Fun incluyó su primer éxito: «Every Kinda People». El sencillo logró la casilla 16 en el Billboard Hot 100 y fue el primero del artista en posicionarse en la lista británica UK Singles Chart, en el lugar 53. Con un mayor énfasis en el rock, pero sin dejar de lado los géneros musicales que había incursionado anteriormente, en 1979 sacó a la venta Secrets en donde «logra mezclar géneros y tempos con su estilo característico», según el sitio AllMusic. Su quinto disco contenía la canción «Bad Case of Loving You (Doctor, Doctor)» que se convirtió en su segundo éxito en el Billboard Hot 100 al conseguir la posición 14. Gracias a ella, en 1980 Palmer recibió su primera nominación a los premios Grammy en la categoría mejor interpretación vocal de rock masculina. Por su parte, en Canadá el tema llegó hasta la cima del conteo de la revista RPM y ayudó a que Secrets fuese certificado de disco de platino por la Canadian Recording Industry Association (CRIA) en noviembre de 1979.
Al iniciar la siguiente década continuó con la experimentación musical, esta vez incursionó en el synth pop y el new wave en su sexto álbum de estudio Clues de 1980. Si bien solo logró la casilla 59 en la lista de Billboard, obtuvo una mayor repercusión comercial en Europa, ya que ingresó en los conteos musicales de Alemania, Países Bajos, Reino Unido, inclusive, llegó hasta el primer lugar en el Sverigetopplistan de Suecia. Con la idea de llegar a un público más joven se grabaron los videos musicales de sus dos sencillos promocionales «Johnny and Mary» y «Looking for Clues». Este último fue uno de los primeros en ser emitidos por MTV el 1 de agosto de 1981. Al año siguiente se editó su primer trabajo en vivo Maybe It's Live que contiene seis pistas grabadas en directo y cuatro nuevas canciones de estudio. De estas últimas destacó la versión de «Some Guys Have All the Luck», que llegó a ser su sencillo mejor ubicado en el UK Singles Chart hasta aquel entonces al obtener el lugar 16. Considerado por el propio cantante como uno de sus discos favoritos, Pride de 1983 incluyó una variedad de estilos musicales desde el jùjú con tambores metálicos y un humorístico calypso en la pista homónima hasta el electropop con toques de música árabe y cantada en urdu en «The Silver Gun». A pesar de que el álbum no logró entrar entre los cien mejores del Billboard 200 (puesto 112), su sencillo «You Are in My System» consiguió el cuarto lugar de la lista estadounidense Dance Club Songs. El 31 de mayo de 1983, como parte de la gira promocional de Pride, dio un concierto en el Hammersmith Palais de Londres. Grabado por la BBC, en 2010 esta presentación se editó póstumamente como un disco en vivo titulado At the BBC.

### The Power Station y el éxito comercial: 1985-1996
Tras el parón de Duran Duran a mediados de los años ochenta, el guitarrista Andy Taylor y el bajista John Taylor se unieron al batería Tony Thompson para iniciar un nuevo proyecto. Originalmente iban a grabar un álbum con distintos cantantes como invitados, entre ellos Robert Palmer, a quien John admiraba su trabajo. A pesar de que estaba considerado para cantar únicamente en el tema «Communication», los resultados fueron tan positivos que optaron por grabar todo el disco con él. En 1985 el cuarteto se nombró The Power Station y en marzo del mismo año publicó su álbum debut homónimo, que consiguió un positivo éxito comercial tanto en los Estados Unidos como en el Reino Unido. Sus tres sencillos promocionales lanzados en el mismo año —«Some Like It Hot», «Get It On» y «Communication»— alcanzaron las posiciones 14, 22 y 75 en el UK Singles Chart respectivamente. La repentina popularidad del supergrupo los llevó a organizar una gira de conciertos, pero Palmer renunció diez días antes de que iniciara. A pesar de aquello, Andy, Tony y Bernard Edwards —bajista de Chic y productor del álbum— fueron algunos de los músicos que participaron en la grabación de Riptide. Su octavo disco de estudio presentó componentes del dance-rock y el pop rock, y le valió una importante notoriedad comercial en los Estados Unidos, ya que obtuvo el octavo lugar en el Billboard 200, en donde permaneció noventa semanas en lista. En menos de un año vendió más de un millón de copias y en 1996 la Recording Industry Association of America (RIAA) lo certificó de doble disco de platino. En el Reino Unido, por su parte, llegó hasta la quinta posición del conteo de álbumes y en 1986 la Industria Fonográfica Británica le entregó un disco de oro luego de vender más de cien mil copias en ese país. En el primer semestre de 1986 uno de sus cinco sencillos promocionales, «Addicted to Love», se situó en la cima de las listas estadounidenses Billboard Hot 100 y Mainstream Rock Tracks. En ese mismo año, su respectivo videoclip recibió cinco nominaciones en los MTV Video Music Awards, ganando en la categoría mejor video masculino. Además, gracias a esta canción, Palmer ganó un premio Grammy a la mejor interpretación vocal de rock masculina y fue nominado como mejor intérprete británico masculino en los Brit Awards de 1987.
En 1988, coescribió algunas de las canciones de la banda sonora de la película Sweet Lies, entre ellas su tema principal que se lanzó como sencillo en ese mismo año. Este fue el último trabajo editado por el sello Island, pues debido al éxito conseguido con Riptide firmó un nuevo contrato con EMI Records, cuyo acuerdo incluyó un adelanto estimado en 1,5 millones de dólares estadounidenses por concepto de regalías. En junio publicó Heavy Nova que en esencia mantuvo el mismo sonido de su disco anterior, aunque en algunas canciones experimentó con la música sudafricana y el bossa nova. Su principal sencillo, «Simply Irresistible», consiguió el primer lugar en el Mainstream Rock Tracks y el segundo puesto en el Billboard Hot 100. Gracias a esta pista, ganó su segundo premio Grammy y tuvo dos nominaciones en los Brit Awards de 1989 en las categorías de mejor intérprete británico masculino y mejor sencillo británico, aunque en esta última fue por «She Makes My Day». Aprovechando el éxito comercial que tenía el cantante por aquel entonces, en octubre de 1989 Island Records lanzó Addictions: Volume 1 que contenía trece de sus mejores canciones grabadas entre 1978 y 1988. El recopilatorio llegó hasta la séptima casilla del UK Albums Chart y en un poco más de dos meses vendió más de 300 000 copias en el Reino Unido, equivalente a un disco de platino.
En 1990, coescribió el tema «Life in Detail» para la banda sonora de la comedia romántica Pretty Woman, el cual consiguió buenas posiciones en los conteos musicales de los Estados Unidos y Canadá una vez que se publicó como sencillo. Más tarde sacó al mercado su décima producción Don't Explain que incluyó una variedad de estilos musicales, destacando su primera incursión en el hard rock y su retorno al jazz, subgénero que tocaba cuando era parte de Dada. Además de sus propias composiciones el álbum contiene versiones de otros artistas, que al principio estaban planeadas para ser parte de un musical. A pesar de que solo alcanzó el puesto 88 en la estadounidense Billboard 200, tuvo una mayor repercusión en el mercado británico puesto que llegó al noveno lugar del UK Albums Chart y en menos de un mes la BPI le confirió un disco de oro. De sus sencillos promocionales destacaron «I'll Be Your Baby Tonight» —una colaboración con UB40— y el popurrí «Mercy Mercy Me/I Want You», los cuales obtuvieron las posiciones 6 y 9 en el UK Singles Chart respectivamente. En el primer semestre de 1992 el sello Island editó un segundo recopilatorio titulado Addictions: Volume 2. Aunque el disco no entró en el Billboard 200, su sencillo —una remezcla de «Every Kinda People»— se posicionó en el octavo lugar del Adult Contemporary y pasó veinticinco semanas en la lista. En octubre dio un vuelco a su carrera musical con Ridin' High, en donde versionó canciones del movimiento estadounidense llamado Tin Pan Alley. Considerado por el propio cantante como un álbum conceptual, tardó siete años en concebirlo y rinde homenaje a la era de las big bands. Su undécimo disco solo llegó hasta el lugar 173 en el Billboard 200 estadounidense, siendo su último trabajo en ingresar en el mencionado conteo.
A finales de 1994, salió a la venta Honey, en donde retomó la gran mayoría de los estilos musicales que había incursionado a lo largo de su carrera; aunque también incluyó elementos nuevos de la música africana y el worldbeat. Recibió positivas reseñas de la prensa especializada, inclusive el sitio AllMusic lo consideró como más pesado que Riptide y Heavy Nova. La producción logró el puesto 25 en el UK Albums Chart y sus tres sencillos («Girl U Want», «Know by Now» y «You Blow Me Away») obtuvieron posiciones medias en la lista británica. Un año antes, en vísperas de la Navidad de 1993, Andy Taylor lo contactó para juntar a la primera formación de The Power Station, pero debido a los compromisos de sus integrantes la reunión se retrasó un par de años. En 1995 el supergrupo comenzó las grabaciones de un nuevo álbum titulado Living in Fear, pero antes de que se publicara John Taylor renunció por problemas personales, ya que estaba en proceso de divorcio; Bernard Edwards asumió el rol de bajista, sin embargo, desafortunadamente falleció en abril de 1996. El segundo disco de la banda no pudo replicar el éxito comercial de su antecesor y su único sencillo «She Can Rock It» solo llegó hasta la casilla 63 en el conteo británico. Después de una gira de conciertos entre 1996 y 1997, The Power Station se separó.

### Últimos trabajos
Luego de la separación de The Power Station, el ejecutivo Gerald Seligman —fundador de EMI Hemisphere— lo contactó para publicar un nuevo álbum recopilatorio llamado Woke Up Laughing. Enfocado en sus composiciones de worldbeat, el propio cantante escogió las pistas y sugirió remezclar y regrabar algunas con elementos de la música caribeña, africana y sudamericana. Con una mezcla de estilos que dio como resultado un pop adult contemporary de acuerdo con el sitio AllMusic, en 1999 lanzó Rhythm and Blues que obtuvo una escasa atención en el mercado británico, ya que solo llegó hasta el puesto 118 en la lista musical, mientras que su sencillo «True Love» consiguió la posición 87 en el UK Singles Chart. En 2001, colaboró con la canción «Milk Cow Blues» en el álbum tributo al artista de blues Robert Johnson, titulado Hellhound On My Trail. Además, en ese mismo año participó como compositor en la banda sonora de la película The Yellow Bird, ambientada en la Nueva Orleans de los años 1940 y 1950. Ambos hechos le sirvieron de inspiración para grabar su álbum de estudio Drive de 2003, orientado precisamente en el blues. Su décima cuarta y última producción recibió críticas favorables de la prensa especializada; por ejemplo, Adam Sweeting, de The Guardian, mencionó que el vocalista sonaba más valiente y rudo.

### Fallecimiento
El 26 de septiembre de 2003, Robert Palmer falleció a los 54 años a causa de un infarto agudo de miocardio en una habitación del hotel Warwick en París (Francia). El cantante se encontraba en esa ciudad descansando junto con su pareja Mary Ambrose, después de haber grabado dos días antes un programa retrospectivo llamado My Kinda People para el canal inglés ITV Yorkshire. Su representante, Mick Cater, afirmó que cenó y vio una película la noche anterior y que semanas antes se había realizado un chequeo médico que no reveló problemas de salud. Algunos artistas expresaron sus condolencias públicamente como la cantante y su excompañera en Vinegar Joe Elkie Brooks: «Robert era una estrella, era un gran escritor, un músico fabuloso, un gran cantante... Y tenía un aspecto impresionante» y las bandas UB40 y Duran Duran, esta última mencionó: «Fue un amigo muy querido y un gran artista. Esta es una pérdida trágica para la industria musical británica». Después de un período de reflexión, su familia autorizó la emisión del programa My Kinda People que salió al aire el 14 de noviembre de 2003. Al momento de su muerte le sobrevivieron su pareja Mary Ambrose, sus hijos James y Jane de su antiguo matrimonio y sus padres Les y Anne Palmer. Su cuerpo fue enterrado en Lugano, Suiza, ciudad en la que residía desde hacía quince años.

## Vida privada
Si bien Robert Palmer pasó su infancia en Malta y su adolescencia en Scarborough, nunca perdió la idiosincrasia local de su ciudad natal Batley, como el acento y la ética de trabajo. Según el periodista Glyn Brown de The Independent, él tenía una seguridad en sí mismo y era intolerante con los incompetentes y la ignorancia, por lo que a veces era considerado como una persona arrogante. A pesar de que era un consumidor de whisky y de tabaco —fumaba hasta sesenta cigarrillos al día— nunca le atrajo los excesos del rock and roll y en vez de ello prefería jugar scrabble o hacer crucigramas cuando estaba de gira. Años posteriores a su muerte, su pareja Mary Ambrose comentó que su principal pasión era el modelismo, sobre todo construir camiones y aviones a escala. De acuerdo con su madre Anne, su amor por la música comenzó cuando era pequeño escuchando la radio American Forces Network y los discos que había en la casa. Cuando les contó que quería ser cantante sus padres se asombraron, él mencionó: «Se rieron cuando dije que estaría parado al frente y cantando porque había sido muy tímido. Cuando comencé, solía esconderme detrás de los amplificadores y tocar con los ojos cerrados. Pero sabía que podía cantar». A los doce años comenzó sus lecciones de guitarra y «Garota de Ipanema» fue la primera melodía que aprendió. A pesar de que estudió artes en el Scarborough Technical College, abandonó la facultad porque «no fomentaba el arte» y decidió desarrollar sus gustos por el rhythm and blues. A los quince, mientras tocaba en The Mandrakes, trabajó también como diseñador gráfico en el departamento de fotografía del periódico Scarborough Evening News. Los periodistas que trabajaron con él lo recordaron como un «adolescente flacucho con pelo decolorado».
Por otro lado, a los diecinueve años conoció en la estación de trenes de Slough a su futura esposa Sue, una diseñadora de telas. Según el cantante quedó fascinado por su forma de vestir y porque estaba leyendo una historieta de ciencia ficción, género literario del que él era fanático. Dos años más tarde la pareja se casó y al poco tiempo de comenzar su carrera solista se fueron a vivir a Nueva York y en 1976 a Nasáu, Bahamas. En 1987, la pareja (que se divorció en 1993) se mudó a Lugano, Suiza, porque la isla ya no era un lugar seguro para criar a sus hijos: James y Jane. Cabe señalar que su hijo James recibió créditos como baterista en su último álbum Drive (2003). Al momento de su fallecimiento mantenía una relación sentimental con Mary Ambrose, una pianista de formación clásica que conoció en los años 1990 mientras ella trabajaba como camarera para compaginar sus ambiciones musicales; en el disco Rhythm & Blues de 1999 ella hizo de corista.

## Estilo musical
Robert Palmer poseía una voz versátil, ya que a pesar de ser un barítono también podía alcanzar el tono de un tenor e incluso cantar en falsete. Gracias a su ecléctico interés musical en varias canciones se extralimitó, por ejemplo en «The Silver Gun» de 1983 cantó en el idioma urdu y en «Changes His Ways» de 1988 incluyó un fragmento de canto a la tirolesa. Además de fungir como compositor y productor era un multinstrumentista, generalmente recibía créditos en sus canciones por tocar la guitarra, bajo, teclado electrónico, batería e instrumentos de percusión, entre otros. A lo largo de su carrera interpretó una variedad de géneros musicales, en 1991 señaló que: «Como no soy un grupo (...) no tengo que preocuparme por ceñirme a un solo sonido». En la primera parte de la década de 1970 con la banda Dada tocó jazz rock y soul, y luego con Vinegar Joe interpretó rhythm and blues. En su álbum debut Sneakin' Sally Through the Alley de 1974 se involucró con el funk y el rhythm and blues y al año siguiente con Pressure Drop incluyó elementos del reggae y del blue-eyed soul. Todos estos estilos los mantuvo en las producciones Some People Can Do What They Like (1976) y Double Fun (1978), aunque en este último también añadió toques de la música caribeña; un ejemplo de ello es que incluyó los tambores metálicos de Trinidad y Tobago en su primer éxito «Every Kinda People». En su reseña a Secrets de 1979, Tim DiGravina, de AllMusic, señaló que el vocalista «se las arregla para mezclar géneros y tempos con su estilo característico». En ese sentido, DiGravina destacó el jùjú con ritmos pop y caribeños en «What's It Take,» blue-eyed soul en «Mean Old World», rock en «Bad Case of Loving You (Doctor, Doctor)» como en «Jealous», pero esta última además poseía guitarras inspiradas en el punk.
En 1980 experimentó con prototipos de secuenciadores orientando el sonido del álbum Clues (1980) hacia el new wave y synth pop, un claro ejemplo fueron sus dos sencillos: «Johnny and Mary» y «Looking for Clues». No obstante, mantuvo el reggae en «Found You Now» y exploró la música étnica africana en «Woke Up Laughing». Su gusto por experimentar con distintos estilos continúo con Pride (1983), en donde incluyó jùjú, calipso, música árabe y electropop. Por su parte, en Riptide (1985) interpretó mayormente dance-rock y pop rock, aunque mantuvo el patrón ecléctico en sus composiciones; por ejemplo, su principal sencillo «Addicted to Love» contó con una combinación entre blues, heavy rock y funk. En Heavy Nova (1988) prácticamente conservó el estilo de su disco anterior, no obstante, en algunas canciones experimentó con la música sudafricana y el bossa nova. Con Don't Explain (1990) retornó al jazz e incursionó en el hard rock, mientras que con su único álbum conceptual Ridin' High (1992) versionó canciones del movimiento Tin Pan Alley homenajeando a la era de las big bands. Con Honey (1994) retomó la gran mayoría de los estilos mencionados, aunque destacó su incursión en el worldbeat. De acuerdo con Stephen Thomas Erlewine, de AllMusic, la mezcla de estilos en Rhythm and Blues (1999) resultó en un pop adult contemporary. En Drive (2003), su última producción discográfica publicada en vida, Palmer se orientó principalmente al blues. Adicional a sus discos de estudio, en 1998 publicó el recopilatorio Woke Up Laughing que compilaba sus composiciones de varios estilos de la música africana, sudamericana y caribeña escritas entre 1977 y 1997, como por ejemplo bossa nova, reggae, jùjú, soukous, jazz cubano, soca, samba y mbaqanga con elementos de charanga, kalimba y birimbao.

## Influencias
Mientras vivía en Malta, Palmer tuvo como referencia la música que se tocaba en la radio American Forces Network y la colección de discos de sus padres, pero al ser un niño no tenía consciencia de lo que escuchaba. Sobre la música interpretada en la radio, en 2002 mencionó: «[Esa era] la música que escuché mientras crecía, ya que no había televisión ni cine ni portadas de discos, no sabía si era negra, blanca, moderna, cuadrada, masculina, femenina... lo que sea». En ese período en Malta, conoció las canciones de artistas como Ella Fitzgerald, Nat King Cole, George Shearing, Peggy Lee, Billie Holiday y João Gilberto. En su juventud comenzó a escuchar blue beat, ska y el sonido Motown, ya que por ese entonces mantenía correspondencia con los sellos Stax, Atlantic y Motown. Su banda favorita cuando era adolescente era The Meters, con quienes en 1974 grabó su álbum debut Sneakin' Sally Through the Alley. Además, tenía como héroes a Otis Redding, Marvin Gaye y Wilson Pickett. De hecho, el primer disco que compró e influyó en su estilo de canto fue The Great Otis Redding Sings Soul Ballads (1964) de Otis Redding. En 2003, en el programa retrospectivo My Kinda People, grabado dos días antes de su fallecimiento, hizo un recorrido por la música de artistas que él admiraba mencionando entre otros a Willie Dixon, Sonny Boy Williamson II, Little Richard, Jerry Lee Lewis, Duke Ellington, King Sunny Adé, Lee Scratch Perry y Chaka Khan.
A su vez, él ha influenciado a otros artistas tales como George Michael, Simply Red, James Blunt, Chris Isaak y Sade. Andy Taylor y John Taylor de Duran Duran, quienes fueron además sus compañeros en The Power Station, expresaron su «profunda influencia» en ellos. El guitarrista Steve Stevens, quien participó en su disco Don't Explain (1990), lo llamó su «mentor» y mencionó que fue la primera estrella de rock que él conoció. Por su parte, el álbum Honey de 1994 tuvo un gran impacto en la cantante británica Nadine Shah, ya que se convirtió en el primer disco que amó y contó que fue «uno de los trabajos más esquizofrénicos que he encontrado en mi vida».

## Legado
Recordado por la variedad de estilos musicales que interpretó en sus diferentes trabajos, sus amigos y colaboradores alguna vez mencionaron que ellos solo representaron parte de su curiosidad musical. En ese sentido, Eric «E.T.» Thorngren, quien fungió como ingeniero y mezclador en sus distintas producciones discográficas, lo llamó un «musicólogo por sobre todo». Para 1976, la revista Cashbox ya lo consideraba como «una figura única en la música pop contemporánea porque sus discos evidencian una multitud de influencias y, al mismo tiempo, se revela como una persona única». En 1979, Ed Harrison de la revista Billboard mencionó que Palmer era «un artista que se ha negado a poner limitaciones a su progresión musical». No obstante, este eclecticismo musical obstaculizó el éxito comercial de la primera parte de su carrera, ya que a pesar de que recibió elogios de la crítica, la venta de sus discos era pobre. Él admitió que ello se debió a que no existía una continuidad musical entre sus álbumes. Esta situación cambió en la década de 1980, en mayor medida con los discos Riptide (1985) y Heavy Nova (1988), a sus respectivos sencillos principales —«Addicted to Love» y «Simply Irresistible»— y por consiguiente a sus videoclips. Gracias a ellos, recibió nominaciones en los premios Brit, MTV Video Music, American Music y Grammy, ganando en dos ocasiones este último en la categoría mejor interpretación vocal de rock masculina. Algunas de sus canciones han sido versionadas por una variedad de artistas como Joe Cocker, Tina Turner, Frankie Goes to Hollywood, Koko Taylor, René Froger, Status Quo, Bryan Ferry, Placebo, Ellen Foley, Rod Stewart y Florence and the Machine, entre otros. Asimismo, en 2020 la Orquesta Filarmónica de Londres realizó una adaptación de su primer éxito, «Every Kinda People», después de que la BBC Radio York la escogiera como el «himno de Yorkshire del Norte».
Además de su carrera musical Robert Palmer era conocido por su estilo de vestir, sobre ello comentó: «Tengo una gama tan amplia de estilos musicales que es difícil clasificarme o compararme con otras personas. Así que [los medios] se engancharon con mi forma de vestir (...)». De acuerdo con Los Angeles Times tenía como modelo a los intérpretes Marvin Gaye y Otis Redding. No obstante, su madre mencionó que probablemente adaptó su gusto por la moda de su padre, quien era un admirador de Frank Sinatra. Cuando vivía con sus progenitores en Malta solía acompañarlos a las reuniones de la comunidad internacional de expatriados, en donde conoció el glamour y el buen vestir de los oficiales de la marina y sus esposas. En la isla, se obsesionó con los trajes de los oficiales navales italianos y se volvió fanático de la pulcritud de su ropa escolar.  En tiempos en que las estrellas de rock usaban pantalones vaqueros, él vestía de traje y corbata por lo que la prensa británica especializada lo apodó como «The Hairdresser», el esteticista en español. Amante de los trajes de diseñadores italianos como Versace, Gucci, Armani y en especial de Gianfranco Ferré, en 1990 la revista Rolling Stone lo nombró como el artista masculino mejor vestido. Debido a ello, en julio de 1988 apareció en la portada de la revista de moda para hombres GQ, en donde el jefe de redacción Eliot Kaplan recalcó que «definitivamente es uno de los tipos más elegantes del rock and roll». Si bien en sus presentaciones en vivo llevaba trajes, estos en realidad eran copias de los originales, porque según él los arruinaría por el sudor después de una hora y media de espectáculo.

## Premios y nominaciones
A lo largo de su carrera Palmer recibió algunas nominaciones a distintos premios de música. En dos ocasiones ganó el premio Grammy en la categoría mejor interpretación vocal de rock masculina: en 1987 por «Addicted to Love» y en 1989 por «Simply Irresistible». En las otras nominaciones destacan tres en los premios Brit, cuatro en los American Music Awards y seis en los MTV Video Music Awards, en este último ganó a mejor video masculino por «Addicted to Love». En 1997 el tema fue nominado en los OFTA Awards en la categoría de mejor canción adaptada gracias a su empleó en la película Adictos al amor. 
Premios Grammy
| Año  | Trabajo nominado                          | Categoría                                    | Resultado | Ref.    |
| ---- | ----------------------------------------- | -------------------------------------------- | --------- | ------- |
| 1980 | «Bad Case of Loving You (Doctor, Doctor)» | Mejor interpretación vocal de rock masculina | Nominado  | [ 110 ] |
| 1987 | «Addicted to Love»                        | Mejor interpretación vocal de rock masculina | Ganador   | [ 110 ] |
| 1987 | «Addicted to Love»                        | Mejor grabación del año                      | Nominado  | [ 110 ] |
| 1987 | «Addicted to Love»                        | Canción del año                              | Nominado  | [ 110 ] |
| 1989 | «Simply Irresistible»                     | Mejor interpretación vocal de rock masculina | Ganador   | [ 110 ] |

Premios Brit
| Año  | Trabajo nominado   | Categoría                            | Resultado | Ref.   |
| ---- | ------------------ | ------------------------------------ | --------- | ------ |
| 1987 | —                  | Mejor intérprete británico masculino | Nominado  | [ 47 ] |
| 1989 | —                  | Mejor intérprete británico masculino | Nominado  | [ 47 ] |
| 1989 | «She Makes My Day» | Mejor sencillo británico             | Nominado  | [ 47 ] |

MTV Video Music Awards
| Año  | Trabajo nominado               | Categoría                            | Resultado | Ref.    |
| ---- | ------------------------------ | ------------------------------------ | --------- | ------- |
| 1986 | «Addicted to Love»             | Mejor video masculino                | Ganador   | [ 108 ] |
| 1986 | «Addicted to Love»             | Video del año                        | Nominado  | [ 108 ] |
| 1986 | «Addicted to Love»             | Mejor actuación general en un video  | Nominado  | [ 108 ] |
| 1986 | «Addicted to Love»             | Mejor actuación escénica en un video | Nominado  | [ 108 ] |
| 1986 | «Addicted to Love»             | Elección de los televidentes         | Nominado  | [ 108 ] |
| 1987 | «I Didn't Mean to Turn You On» | Mejor video masculino                | Nominado  | [ 119 ] |

American Music Awards
| Año  | Trabajo nominado               | Categoría                                       | Resultado | Ref.    |
| ---- | ------------------------------ | ----------------------------------------------- | --------- | ------- |
| 1987 | —                              | Artista masculino favorito de pop/rock          | Nominado  | [ 109 ] |
| 1987 | —                              | Artista masculino favorito de pop/rock en video | Nominado  | [ 109 ] |
| 1987 | «I Didn't Mean to Turn You On» | Video favorito de pop/rock                      | Nominado  | [ 109 ] |
| 1988 | «I Didn't Mean to Turn You On» | Video favorito de pop/rock                      | Nominado  | [ 120 ] |

OFTA Film Awards
| Año  | Trabajo nominado   | Categoría              | Resultado | Ref.    |
| ---- | ------------------ | ---------------------- | --------- | ------- |
| 1997 | «Addicted to Love» | Mejor canción adaptada | Nominado  | [ 121 ] |

## Discografía
| - 1974: Sneakin' Sally Through the Alley - 1975: Pressure Drop - 1976: Some People Can Do What They Like - 1978: Double Fun - 1979: Secrets - 1980: Clues - 1983: Pride - 1985: Riptide - 1988: Heavy Nova - 1990: Don't Explain - 1992: Ridin' High - 1994: Honey - 1999: Rhythm & Blues - 2003: Drive | - 1969: The Alan Bown! - 1970: Listen - 1972: Vinegar Joe - 1972: Rock 'n' Roll Gypsies - 1973: Six Star General - 1985: The Power Station - 1996: Living in Fear |